# Sumber Sari Jaya
Sumber Sari Jaya is een bestuurslaag in het regentschap Indragiri Hilir van de provincie Riau, Indonesië. Sumber Sari Jaya telt 1240 inwoners (volkstelling 2010).